# ماركوس هوسيفار
ماركوس هوسيفار (بالبرتغالية: Marcos Hocevar) مواليد 25 سبتمبر 1955 في البرازيل، هو لاعب كرة مضرب برازيلي سابق بدأ مسيرته كمحترف سنة 1979 وكان يلعب باليد اليمنى، اعتزل اللعب في 1992. أعلى تصنيف له في الفردي كان المركز الـ 30 في سنة 1983. أعلى تصنيف له في الزوجي كان المركز الـ 86 في سنة 1985.

## النهائيات
| الحصيلة | الرقم | التاريخ | الدورة                            | الأرضية | الشريك      | المنافس في النهائي       | النتيجة في النهائي |
| ------- | ----- | ------- | --------------------------------- | ------- | ----------- | ------------------------ | ------------------ |
| الوصافة | 1.    | 1979    | بطولة بوينس آيرس للتنس، الأرجنتين | ترابية  | جواو سواريس | توماس سميد شيرود ستيوارت | 1–6, 5–7           |
| الفوز   | 1.    | 1981    | بطولة بوينس آيرس للتنس، الأرجنتين | ترابية  | جواو سواريس | ألفارو فيلول خايمي فيلول | 7–6, 6–7, 6–4      |
| الوصافة | 2.    | 1983    | فيينا، فيينا                      | صلبة    | كاسيو موتا  | ميل بورسيل ستان سميث     | 3–6, 4–6           |

## روابط خارجية
- ماركوس هوسيفار على موقع رابطة محترفي التنس (الإنجليزية)
- ماركوس هوسيفار على موقع الاتحاد الدولي لكرة المضرب (الإنجليزية)
- ماركوس هوسيفار على موقع كأس ديفيز (الإنجليزية)
- ماركوس هوسيفار على موقع خلاصة التنس.كوم (الإنجليزية)